# Aleš Berka z Dubé a Lipé
Aleš Berka z Dubé a Lipé († 1599) byl potomek rodu Ronovců, poslední z kuřivodské větve Berků z Dubé, který vlastnil koncem 16. století na severu Čech rozsáhlá panství kolem Kuřivod (dnes součást města Ralsko v okrese Česká Lípa) a Bělé pod Bezdězem (dnes okres Mladá Boleslav).

## Původ
Jeho otcem byl poměrně negramotný (neuměl číst a psát) venkovský rytíř Jan Berka z Dubé a Lipé, který měl několik sourozenců a zemřel 15. března 1582. Matka byla Anna z Janovic. Berkové z Dubé byli jednou z mnoha větví Ronovců, kteří své jmění a postavení v Českém království získali na Žitavsku a v severních Čechách.

## Nový vlastník panství
Aleš Berka se svou paní Eliškou (Alžbětou) byli zčásti vlastníky bělsko-kuřivodského panství, které měl v užívání jeho otec jako zápisné, tedy na své dožití. Žil na zámku v Bělé pod Bezdězem, užíval si rytířské zábavy a turnaje, zval k sobě různé hosty vč. polského spisovatele Bartoloměje Paprockého z Hlahol, který mu věnoval druhý díl třísvazkové veršované Nové kratochvíle.
Po otcově úmrtí celé panství zdědil. V roce 1586, čtyři roky po otcově smrti, odkoupil celé panství od královské komory za 18 500 kop českých grošů. Vyvíjel trvalý tlak na městskou radu v Bělé pod Bezdězem s cílem jí omezit jejich starší privilegia a neváhal je občas (záznamy z let 1584 a 1588) i uvěznit. O město se sám dokázal postarat, v Bělé konšelům koupil roku 1593 i radnici (rathous). Přestavěl také sešlý zámek v Bělé, přestavby později dokončil jeho příbuzný Bohuchval Berka.
V roce 1590 měl soudní spory s Janem z Vartenberka, protože byl Janem přistižen na jeho pozemcích při pytlačení. Soud prohrál a musel zaplatit 100 kop českých grošů.

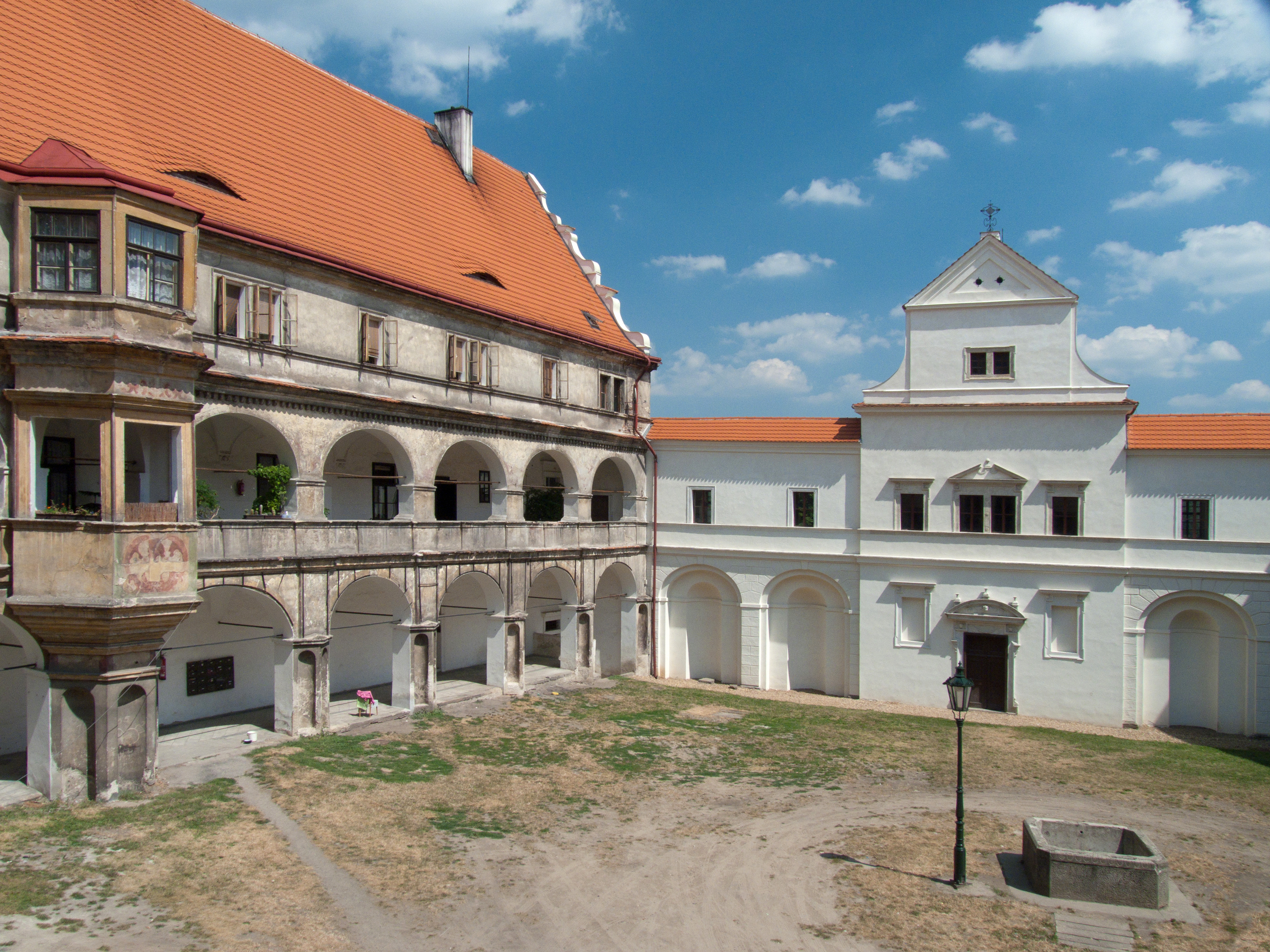
Dnešní podoba zámku v Bělé, kde Berka s ženou kdysi žil

## Choroba a smrt
Když roku 1596 zemřela jeho žena Eliška (po prvním manželovi Smiřická, rozená z Valdštejna), nesl ztrátu velice těžce. Přestal se starat o majetek, nakonec se pomátl a roku 1599 se v zámku Bělá vlastní rukou mečem zabil.
Protože byl Aleš bezdětný a posledním z rodu kuřivodských Berků, získal po několika letech jeho panství strýc Bohuchval Berka, též z rodu Berků z Dubé. Po bitvě na Bílé hoře ho jakožto přívrženec zimního krále Fridricha Falckého opustil, Bohuchval utekl ze země a panství mu bylo zkonfiskováno.